# Chymomyza caudatula
Chymomyza caudatula är en tvåvingeart som beskrevs av Oldenberg 1914. Chymomyza caudatula ingår i släktet Chymomyza och familjen daggflugor. Arten är reproducerande i Sverige. Inga underarter finns listade i Catalogue of Life.